# Aleksandr Suvórov
Alejandro Suvórov (en ruso: Александр Васильевич Суворов, transliterado Aleksandr Vasílievich Suvórov, conocido también como Aleksánder), Conde Suvórov de Rímnik, Príncipe de Italia (граф Рымникский, князь Италийский) (24 de noviembre de 1729 - 18 de mayo de 1800), fue generalísimo ruso, reconocido como uno de los pocos grandes generales de la historia que nunca perdió una batalla. Se hizo famoso por su manual La ciencia de la victoria y notorio por su dicho «Entrenar duro, luchar calmado».

## Juventud y carrera
Suvórov, nació en Moscú, en el seno de una familia noble procedente de la región de Nóvgorod. De origen sueco y armenio. Entró en el ejército de niño, sirviendo contra los suecos en Finlandia y contra los prusianos durante la Guerra de los Siete Años (1756-1763). Tras distinguirse repetidas ocasiones en combate, fue nombrado coronel en 1762.
A continuación sirvió en Polonia durante la Confederación de Bar, dispersando a las fuerzas polacas bajo el mando de Kazimierz Pułaski. Atacó Cracovia infructuosamente en 1768. En 1769, consigue derrotar a la fuerza perseguidora de Pułaski en Orzechowo (Voivodato de Brest Litovsk). En 1772 vuelve a sitiar Cracovia, rindiendo las plazas fuertes de Wawel (defendido por el marqués de Choisy) el 28 de abril; la Fortaleza de Tyniec el 13 de julio y finalmente Częstochowa frente a Pułaski el 18 de agosto. Con las victorias en Polonia alcanzó el rango de mayor general. Con la guerra ruso-turca de 1768-1774 vivió sus primeras batallas contra los turcos en 1773 y 1774, y particularmente en la batalla de Kozludsí (hoy Suvorovo), en el último año, asentó su reputación.
En 1775, Suvórov fue enviado a sofocar la rebelión de Pugachov pero llegó al escenario de la revuelta sólo a tiempo de dirigir el primer interrogatorio al líder rebelde, que había sido traicionado por sus aliados cosacos y que posteriormente sería decapitado en Moscú.

## Azote de polacos y turcos

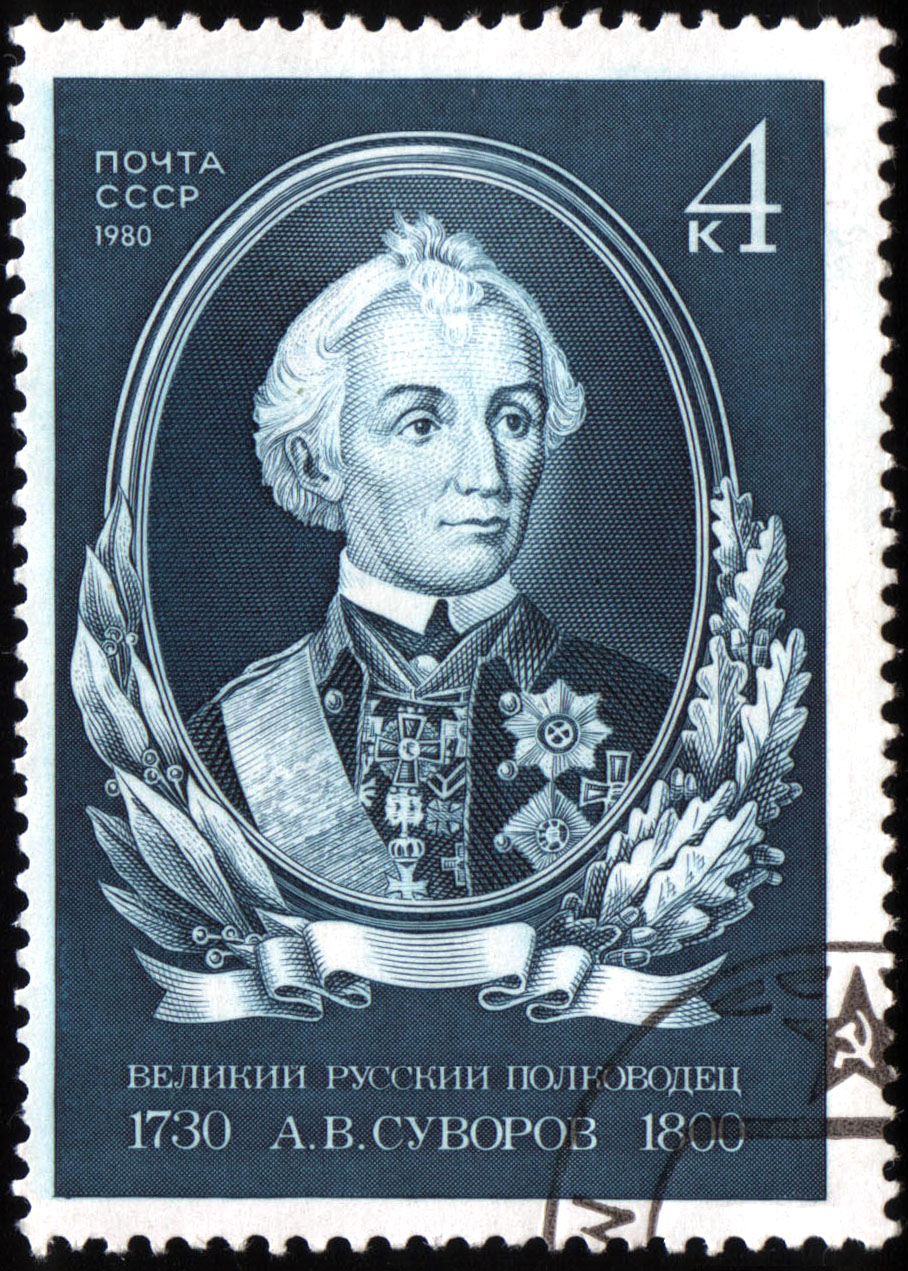
Sello de la Unión Soviética, Aleksandr Suvórov, 1980 (Michel 5009, Scott 4878).

Desde 1777 a 1783, Suvórov sirvió en Crimea y el Cáucaso, convirtiéndose en teniente general en 1780 y en general de infantería en 1783, a la conclusión de su trabajo. De 1787 a 1791 luchó de nuevo contra los turcos durante la guerra ruso-turca de 1787-1792 y consiguió numerosas victorias; fue herido dos veces en Kínburn (1787), tomó parte en el asedio de Ochákov y en 1788 logró dos grandes victorias en Focsani y en el río Rímnik.
En ambas batallas participó un cuerpo de ejército austriaco bajo el mando del Príncipe Josias de Sajonia-Coburgo, pero en Rímnik Suvórov comandaba el conjunto de las fuerzas aliadas. Por la última victoria, Catalina II, la Grande, nombró a Suvórov conde del Sacro Imperio Romano. El 22 de diciembre de 1790, Suvórov atacó la impenetrable fortaleza de Izmaíl, en Besarabia. Las fuerzas turcas tenían órdenes de mantener la posición hasta el final y declinaron de forma arrogante el ultimátum ruso. La derrota significó una catástrofe de gran magnitud para el Imperio otomano. En Rusia, la victoria fue glorificada en su primer himno nacional, «Suenan los truenos de la victoria» cuya letra fue escrita por Gavrila Derzhavin.
Inmediatamente tras la firma de la paz con los turcos, Suvórov fue transferido de nuevo a Polonia, donde asumió el mando de uno de los cuerpos de ejército que tomaron parte en la batalla de Maciejowice, en la cual capturaron al comandante en jefe de la insurrección polaca, Tadeusz Kościuszko. El 4 de noviembre de 1794, los cosacos de Suvórov atacaron Varsovia, y en lo que se conoció como la «Masacre de Praga» (distrito de Varsovia), capturaron el suburbio de Varsovia denominado Praga (Praga). La matanza denunciada de muchos civiles rompió el espíritu de los defensores, y rápidamente se puso fin a la Insurrección de Kościuszko.
Se dice que el comandante ruso envió un informe a su soberana que consistía en tres palabras (en ruso): 

¡Hurra! Varsovia es nuestra. Suvórov (Ура, Варшава наша!).

 La emperatriz rusa respondió de una forma igualmente breve: 

Felicidades, Mariscal de Campo. Catalina (Ура, фельдмаршал!).

 El recién nombrado Mariscal de Campo permaneció en Polonia hasta 1795, cuando volvió a San Petersburgo. Pero su soberana y amiga Catalina murió en 1796 y su sucesor el emperador Pablo I lo despidió, haciéndole caer en desgracia.

## Campaña italiana
Suvórov vivió entonces algunos años retirado en su finca de Konchánskoye, cerca de Borovichí, región de Nóvgorod. Criticaba las nuevas tácticas militares y los uniformes introducidos por el emperador, y algunas de sus frases más cáusticas llegaron a los oídos de Pablo. Su conducta comenzó a ser vigilada, así como su correspondencia con su esposa, que permanecía en Moscú (ya que sus relaciones matrimoniales no eran buenas). Los domingos tocaba la campana de la iglesia y cantaba con los paisanos de la aldea. Los días entre semana trabajaba con ellos como uno más. Pero en febrero de 1799, el Emperador Pablo I de Rusia lo convocó de nuevo para ir al campo de batalla, esta vez contra los ejércitos revolucionarios franceses en Italia.
La campaña comenzó con una serie de victorias de Suvórov (Cassano d'Adda, Trebbia, Novi), las cuales redujeron el gobierno francés a una estrechez desesperada y expulsaron a los soldados franceses de Italia, salvados por los pocos que estaban bajo el mando de Moreau, que mantuvo el equilibrio tan solo en los Alpes marítimos y alrededor de Génova. El mismo Suvórov obtuvo el rango de Príncipe de la Casa de Saboya del rey de Cerdeña.

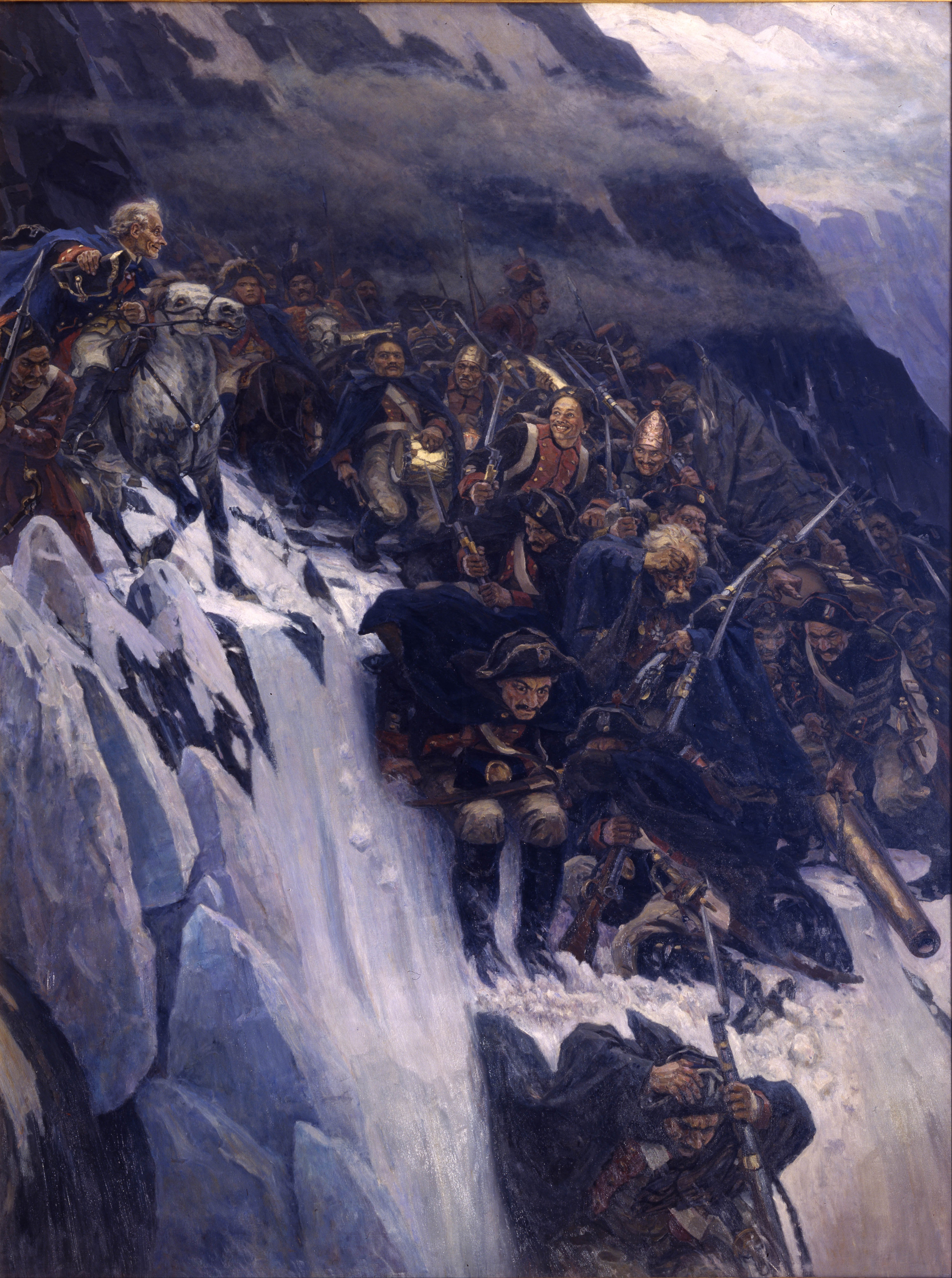
Las tropas del Generalísimo Suvórov cruzando los Alpes en 1799. Lienzo de Vasili Súrikov.

Pero los últimos eventos de aquel año lleno de novedades causaron dificultades serias a las tropas rusas. Las fuerzas del general ruso Aleksandr Rimski-Kórsakov fueron duramente vencidas por las fuerzas francesas mandadas por Masséna en Zúrich. Abandonado a sus suerte por los austriacos, Suvórov necesitaba pasar con sus tropas a través de los Alpes hasta el Rin superior, retirando sus fuerzas hacia Vorarlberg, donde el ejército ruso, prácticamente ya deshecho, sin caballos ni artillería, tenía sus cuarteles de invierno. 
Suvórov debía entonces hacer camino con sus tropas a través de las cumbres nevadas de los Alpes desde la vertiente sur italiana hasta Voralberg (en el extremo occidental de Austria), su ejército se vio sometido a una dura prueba al marchar en los peores meses de invierno de 1799, reducido apenas a la infantería, y eludiendo a sus enemigos franceses, aunque inclusive en tan malas condiciones no fue derrotado y sufrió muchas menos bajas de las esperadas en tan terribles circunstancias. Por liderar tan exitosa retirada estratégica, conducida con una brillantez no conocida desde los tiempos de Aníbal, Suvórov fue ascendido  al rango -sin precedentes en Rusia- de Generalísimo. 
A principios de 1800, Suvórov volvió a San Petersburgo. Se le prometió oficialmente que se le darían honores militares por su triunfo en cuanto volviera a su patria, pero las intrigas de la corte llevaron al zar Pablo a cancelar la ceremonia, mostrando que seguía sin el favor del monarca pese a sus grandes triunfos alpinos. El zar rehusó recibirle en audiencia en mayo de 1800 y, herido y enfermo, el veterano general murió unos días después, el 18 de mayo de 1800 en San Petersburgo. Lord Whitworth, el embajador británico, y el poeta Gavrila Derzhavin fueron las únicas personas distinguidas presentes en su funeral.
Suvórov está enterrado en la iglesia de la Anunciación, en el monasterio Aleksandr Nevski de San Petersburgo. Una simple inscripción en su sepulcro reza, conforme a sus propios deseos: «Aquí yace Suvórov». Pero un año después de su muerte, el nuevo zar Alejandro I erigió una estatua a su memoria en el Campo de Marte de San Petersburgo.

## Descendencia
El hijo de Suvórov, Arcadio (1783-1811), sirvió como oficial en el ejército ruso durante las guerras turcas y napoleónicas a principios del siglo XIX, y se ahogó en el mismo río Rimnik que tanta fama le dio a su padre. Su nieto, Aleksandr Arkádievich (1804-1882), también fue general ruso.

## Distinciones y condecoraciones

### Títulos nobiliarios
- Príncipe de Italia (Принц Италии)
- Conde de Rímnik (Граф Римник)
- Conde del Sacro Imperio Romano
- Príncipe de Cerdeña

### Condecoraciones rusas
- Caballero de la Orden de San Andrés ( Imperio ruso).
- Caballero de primera clase de la Orden de San Jorge ( Imperio ruso).
- Caballero de la Orden del Águila Blanca ( Imperio ruso).
- Caballero de la Orden de San Alejandro Nevski ( Imperio ruso).
- Caballero de primera clase de la Orden de Santa Ana ( Imperio ruso).
- Caballero de primera clase de la Orden de San Estanislao ( Imperio ruso).
- Caballero de primera clase de la Orden de San Vladimiro ( Imperio ruso).
- Bailío gran cruz de honor y devoción de la Orden de San Juan de Jerusalén ( Imperio ruso).

### Condecoraciones extranjeras
- Caballero de la Orden de María Teresa ( Imperio austrohúngaro).
- Caballero gran cruz de la Orden de los Santos Mauricio y Lázaro ( Reino de Italia).
- Caballero de la Suprema Orden de la Santísima Anunciación ( Reino de Italia).
- Caballero de la Orden de San Lázaro y de Nuestra Señora de Monte Carmelo ( Francia).
- Caballero de la Orden de San Huberto ( Reino de Baviera).
- Caballero de la Orden del Águila Roja (

 Reino de Prusia).
- Caballero de la Orden del Águila Negra (

 Reino de Prusia).

## Valoraciones

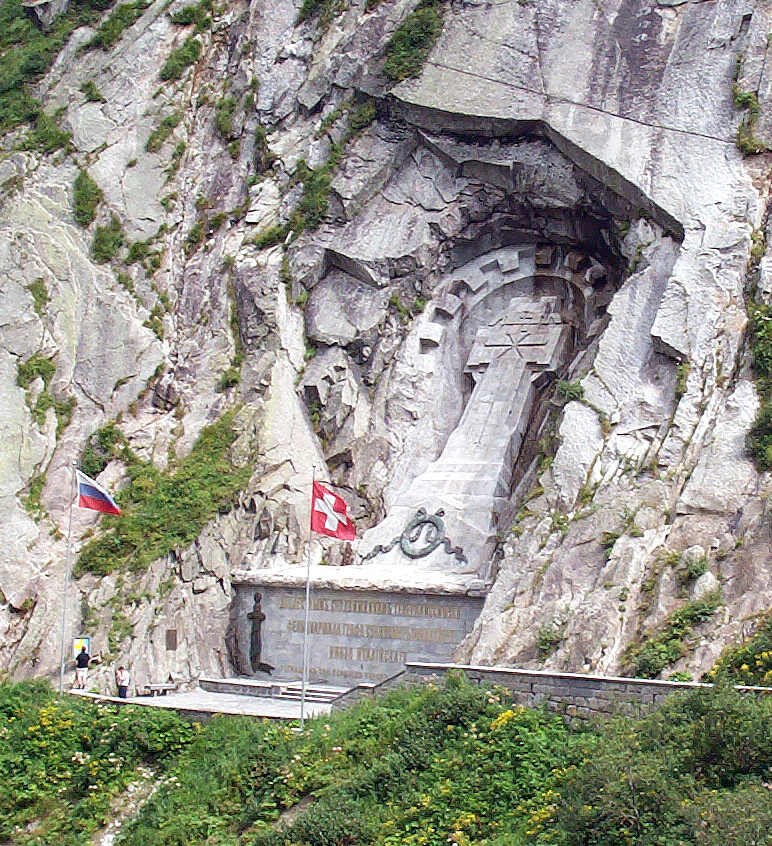
Monumento a Suvórov en el Paso de San Gotardo en los Alpes suizos.

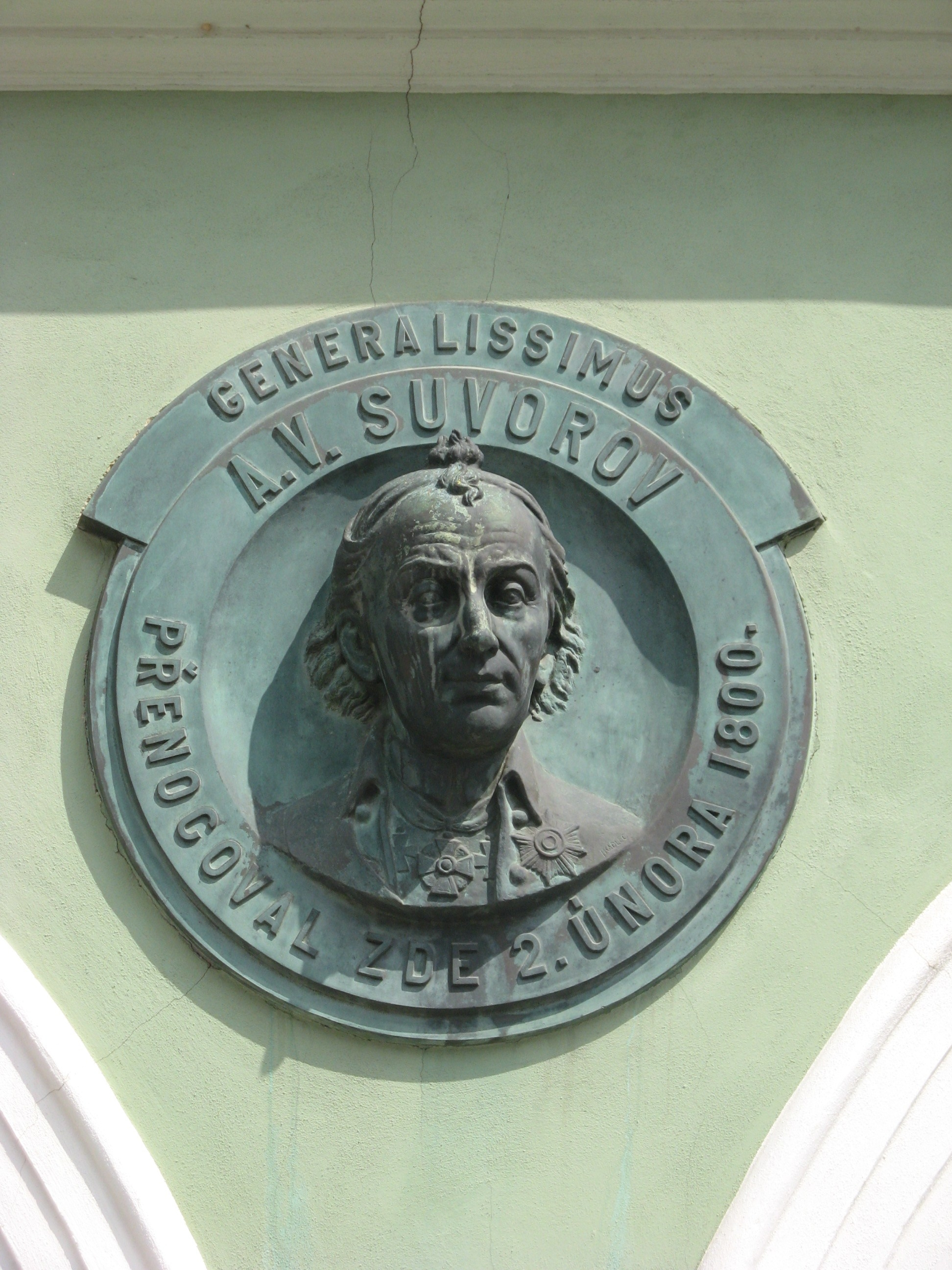
Placa en honor a Suvórov en Svitavy, República Checa.

Los rusos han mimado largamente la memoria de Suvórov. Un gran capitán, desde el punto de vista de cualquier etapa de la historia militar, se le considera el gran capitán de la nación rusa por el carácter de su liderazgo, acorde con el carácter del soldado ruso. En una época en la que la guerra se había convertido en una acción más de la diplomacia, él restauró su verdadero significado como acto de fuerza. Tuvo una gran simplicidad de maneras, y mientras estaba en campaña vivía como un soldado raso, durmiendo sobre la paja y contentándose con la paga más humilde, aunque pasó por todos los rangos del servicio militar.
Sus mofas le procuraron no pocos enemigos. Como hombre de acción, despreciaba a los favoritos ignorantes y a los caballeros ornamentales de salón, pero sus chanzas sirvieron en ocasiones para esconder y muchas otras para expresar un genio militar cuyo efecto permaneció largamente en el ejército ruso. Si las tácticas de los rusos en la Guerra Ruso-Japonesa de 1904-1905 reflejaron demasiado literalmente algunas de las máximas de las guerras turcas de Suvórov, el espíritu de sacrificio, la resolución y la indiferencia por las pérdidas que mostraron, creó un precioso legado procedente de estas guerras. Mijaíl Ivánovich Dragomírov declaró que basó sus enseñanzas en las tácticas de Suvórov, las cuales tenía como representativas de las verdades fundamentales de la guerra y de las cualidades militares de la nación rusa.
En 1904 se abrió el magnífico 'Museo de Historia Militar Suvórov'. Fuera de San Petersburgo, se erigieron otros monumentos a Suvórov en Ochákov (1907), Sebastopol, Izmaíl, Tulchin, Kobrin, Ládoga, Jersón, Timánovka, Simferópol, Kaliningrado, Konchánskoye, Rímnik y en el Paso de San Gotardo en los Alpes suizos. El 29 de julio de 1942, el Presidium del Sóviet Supremo de la Unión Soviética estableció la Orden de Suvórov, que se otorgaba por las acciones ofensivas exitosas contra fuerzas enemigas superiores.
Así mismo, en los billetes de Transnistria se ha retratado su imagen en los billetes del Rublo transnistrio.